# Denisa Šátralová
Denisa Šátralová (rozená Allertová, * 7. března 1993 Praha) je česká profesionální tenistka, od srpna 2020 neaktivní, která na okruh ITF vstoupila v roce 2008. Ve své dosavadní kariéře na okruhu WTA Tour nevyhrála žádný turnaj. V rámci okruhu ITF získala deset titulů ve dvouhře a dva ve čtyřhře. Během profesionální dráhy porazila úřadující světové dvojky Simonu Halepovou a Angelique Kerberovou.
Na žebříčku WTA byla ve dvouhře nejvýše klasifikována v březnu 2016 na 55. místě a ve čtyřhře pak v srpnu téhož roku na 291. místě. Trénoval ji Jan Příhoda.
V českém týmu Billie Jean King Cupu debutovala v roce 2015 únorovým prvním kolem Světové skupiny proti Kanadě, v němž s Lucií Hradeckou vyhrála závěrečnou čtyřhru nad párem Gabriela Dabrowská a Françoise Abandová. Češky postoupily do semifinále vítězstvím 4:0 na zápasy. Do listopadu 2023 v soutěži nastoupila k jedinému mezistátnímu utkání s bilancí 0–0 ve dvouhře a 1–0 ve čtyřhře.

## Tenisová kariéra

### Juniorská kariéra
V juniorské kategorii si zahrála s Klárou Fabíkovou semifinále na Australian Open 2011. S Lucii Bukovskou čtvrtfinále Wimbledonu 2010. Ve dvouhře postoupila nejdále ve Wimbledonu 2010, když vypadla ve třetím kole.

### 2014
Sezónu zahájila v březnu na turnajích v Antalya, kde si připsala dva singlové tituly a premiérový ze čtyřhry, který získala s Chantal Škamlovou. Poté se přesunula do Istanbulu, kde poprvé v kariéře ovládla turnaj s dotací 50 000 dolarů, když neztratila jediný set. Hrála také kvalifikaci na Istanbul Cupu. Ve druhém kole však nestačila na Bulharku Elicu Kostovovou.
Zahrála si také na dvou turnajích v Česku. Na prvním turnaji, který se hrál v Olomouci, s dotací 50 000 dolarů došla až do finále. Cestou do něj porazila Myrtillu Georgesovou, Andreu Hlaváčkovou, Lesju Curenkovou a Laru Michelovou, avšak ve třísetové finálové bitvě nestačila na Petru Cetkovskou. V Plzni, kde se hrál další turnaj s dotací 25 000 dolarů, triumfovala bez ztráty setu. V grandslamové kvalifikaci US Open prohrála ve druhém kole s Aleksandrou Krunićovou ze Srbska.

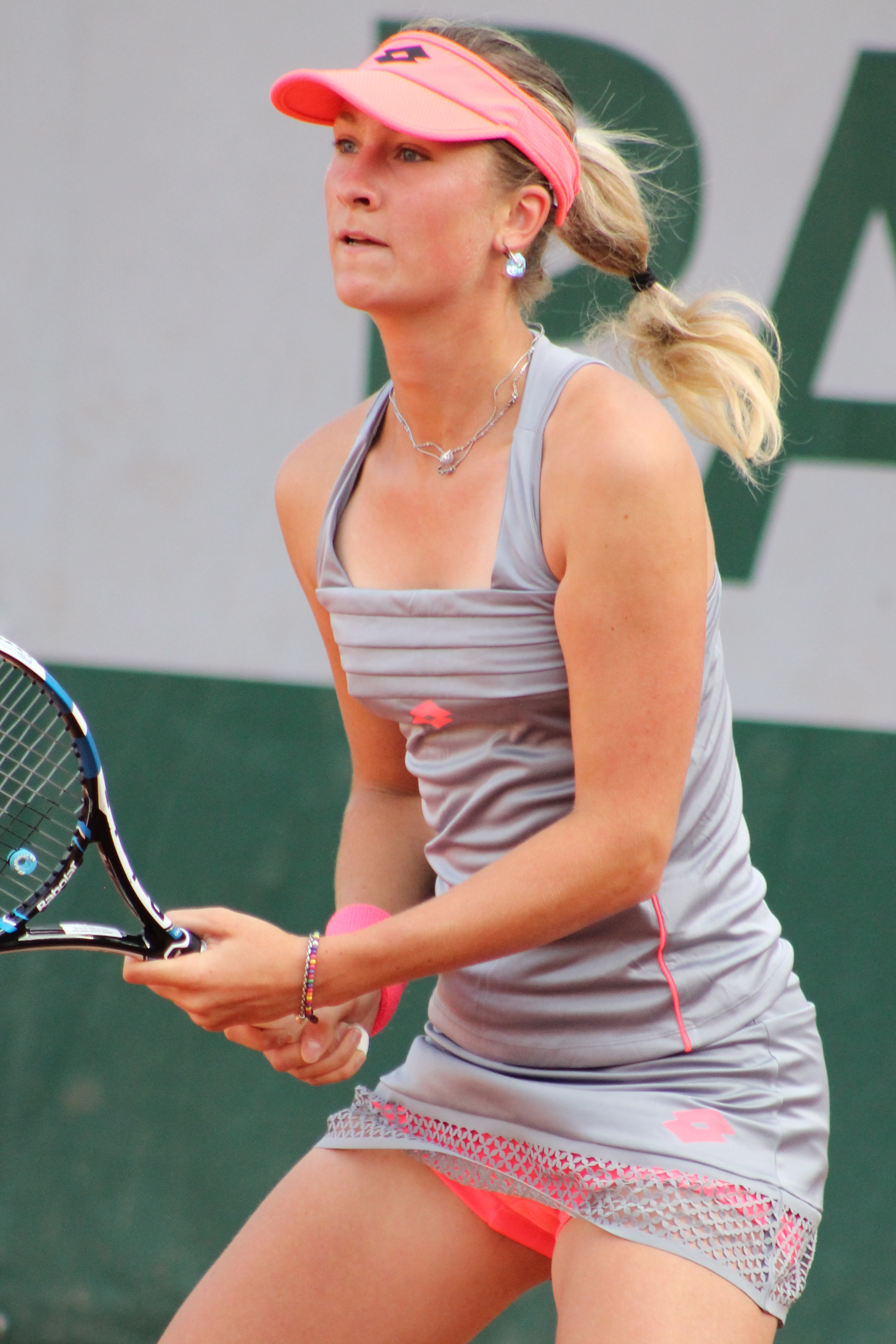
Na French Open 2015 skončila ve 2. kole

Premiérový zápas v hlavní soutěži okruhu WTA Tour odehrála na říjnovém BGL Luxembourg Open v Lucemburku, kde jako kvalifikantka přehrála ve druhém kole třetí nasazenou Sabine Lisickou a po výhře nad americkou turnajovou pětkou Varvarou Lepčenkovou postoupila do semifinále. V něm Allertovou deklasovala pozdější německá vítězka turnaje Annika Becková, které dokázala odebrat pouze jeden game.

### 2015
Sezónu otevřela vyřazením v prvním kole kvalifikace na Hobart International na Tasmánii, kde podlehla Nizozemce Kiki Bertensové. V hlavní soutěži grandslamu debutovala na lednovém Australian Open, kde postoupila z kvalifikačního turnaje. Jako nejvýše nasazená zvládla tři kvalifikační kola a v úvodní fázi ženské dvouhry si pak hladce poradila se Švýcarkou Rominou Oprandiovou ve dvou setech. Ve druhém kole však nestačila na devatenáctou nasazenou Francouzku Alizé Cornetovou po třísetovém boji.
V celé sezóně WTA Tour odehrála nejdelší tiebreak, když v úvodním setu prvního kola French Open zvítězila 19:17 nad Johannou Kontaovou. Postup do další fáze si zajistila třísetovou výhrou. V ní pak nestačila na Bulharku Cvetanu Pironkovovou.
Na antukovém J&T Banka Prague Open obdržela divokou kartu do hlavní soutěže. V úvodním kole přehrála Američanku Coco Vandewegheovou a ve druhém zvládla utkání proti francouzské jedničce a páté nasazené Alizé Cornetové. Ve čtvrtfinále ji zastavila světová čtrnáctka a pozdější vítězka Karolína Plíšková po třísetovém průběhu. Na French Open zdolala Kontaovou, aby ji ve druhé fázi zastavila Cvetana Pironkovová.

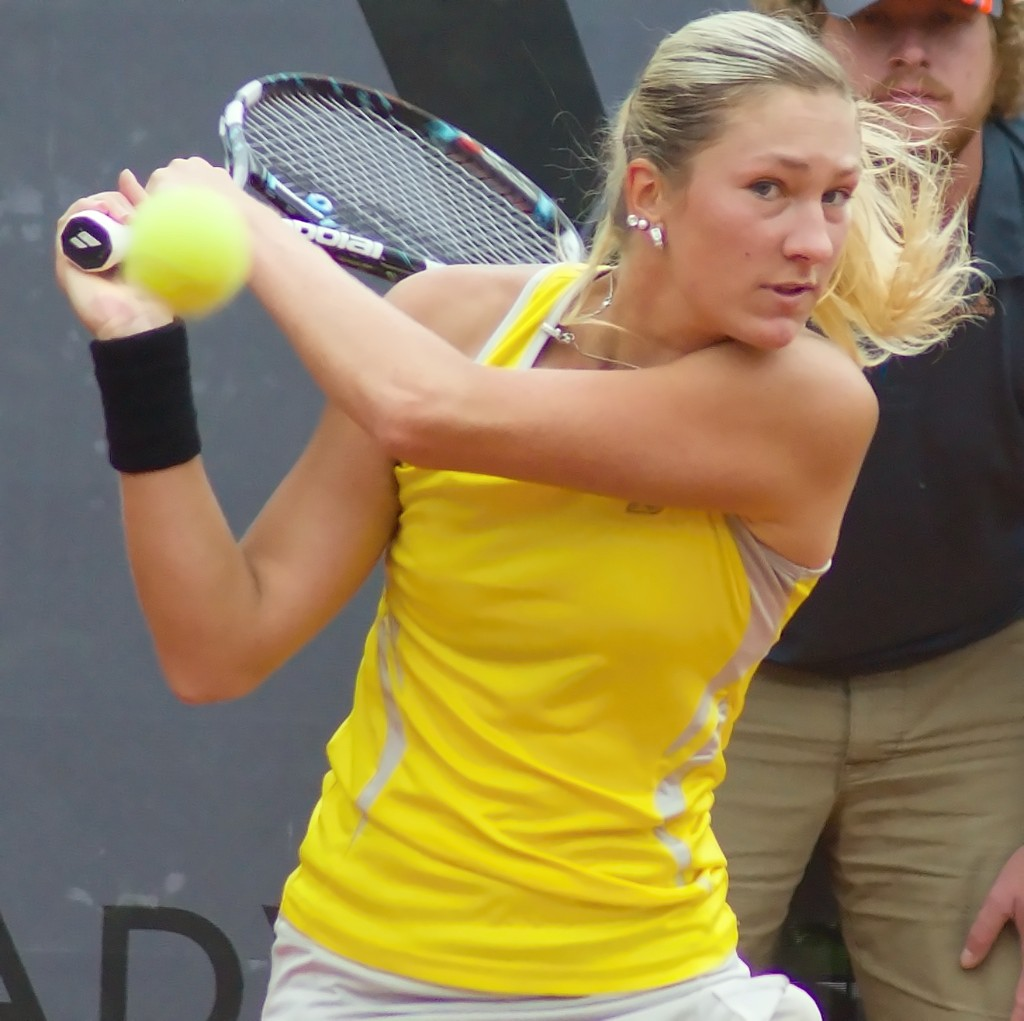
Denisa Allertová v Plzni, 2015

V prvním kole Wimbledonu přehrála krajanku Kateřinu Siniakovou ve třech setech. Ve druhé fázi však nestačila na bývalo světovou jedničku Caroline Wozniackou. Debutové vítězství nad hráčkou elitní světové desítky dosáhla v prvním zápase US Open, kde z pozice 77. ženy klasifikace vyřadila světovou desítku Carlu Suárezovou Navarrovou ze Španělska. Po zisku úvodní sady 6–1, odvrátila v závěru druhého setu šest setbolů, z toho tři v řadě za stavu 5–6 a 0:40. aby duel ukončila v tiebreaku. Po zápase uvedla: „Jsem v euforii a ještě mi to nedochází… Nastoupila jsem odvážně a hodně mi to tam padalo.“ Ve druhém kole nestačila na italskou antukářku Robertu Vinciovou ve třech setech.
Premiérové finále na okruhu WTA Tour si zahrála na zářijovém Guangzhou International Women's Open v Kantonu, kde ve čtvrtfinále poprvé porazila tenistku z elitní světové pětky. Ve dvou setech v něm zdolala druhou ženu žebříčku Simonu Halepovou. Ani v semifinále ji nezastavila bývalá světová pětka a třetí nasazená Sara Erraniová. V přímém boji titul však nenašla recept na srbskou turnajovou dvojku Jelenu Jankovićovou, jíž podlehla ve dvou sadách. Bodový zisk ji v následném vydání žebříčku WTA z 28. září 2015 posunul na kariérní maximum, když figurovala na 57. příčce.

### 2016

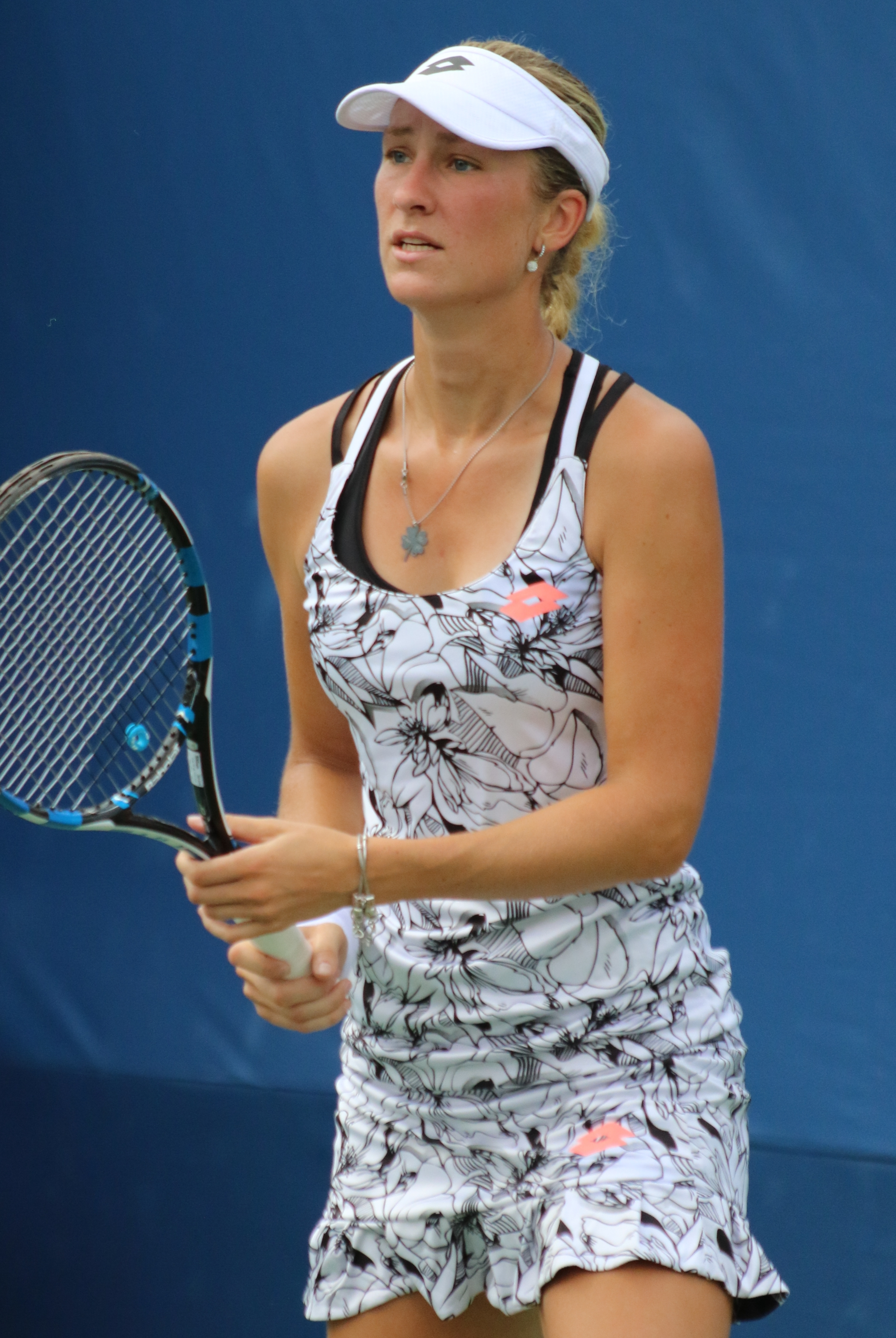
Během US Open 2016

Sezónu rozehrála na ostrovním turnaji Hobart International, kde v úvodním kole nestačila na sedmou nasazenou Francouzku a pozdější vítězku Alizé Cornetovou. Melbournský Australian Open jí přinesl první účast ve třetím kole Grand Slamu. Po třísetovém průběhu nejdříve zdolala Američanku Bethanii Mattekovou-Sandsovou, aby ve druhé fázi přešla přes německou turnajovou třicítku Sabine Lisickou. Ve třetím kole však nenašla recept na 24letou Britku Johannu Kontaovou, které v každém setu odebrala dvě hry.
V polovině února skončila ve třetím závěrečném kvalifikačním kole Dubai Tennis Championships, v němž ji vyřadila Jaroslava Švedovová. O postupující do hlavní soutěže rozhodl až tiebreak závěrečného setu. Navazující událostí se stal Qatar Total Open, kde si ve dvou sadách poradila s patnáctou nasazenou Ukrajinkou Elinou Svitolinovou. Ve druhém kole však nezvládla koncovky setů s kanadskou tenistkou startující na divokou kartu, Eugenii Bouchardovou.
Na březnovém BNP Paribas Open v Indian Wells nejdříve deklasovala krajanku Petru Cetkovskou, která na ni uhrála jediný game. Následně podruhé v kariéře zdolala světovou dvojku, když jako 64. hráčka žebříčku vyřadila úřadující vítězku Australian Open Angelique Kerberovou ve dvou setech. V devadesátiminutovém duelu zahrála třicet sedm vítězných míčů. Ve druhé sadě otočila nepříznivý vývoj her 3–5, když Němka nevyužila dva setboly. Šňůrou čtyř gamů pak utkání dovedla do vítězného konce. Ve třetí fázi nestačila na turnajovou pětadvacítku Johannu Kontaovou.

### 2019
Do dvouhry US Open postoupila z tříkolové kvalifikace, v níž startovala jako 279. v pořadí žebříčku WTA. Jednalo se o její pátou kvalifikaci majoru v kariéře, z níž potřetí postoupila do své patnácté grandslamové dvouhry. V úvodním kole singlu jí los přidělil šestou nasazenou krajanku Petru Kvitovou.

## Soukromý život
Začátkem srpna 2019 se na okraji Prahy vdala za tenistu Jana Šátrala. V roce 2021 se do manželství narodila dcera Laura Šátralová. V prosinci 2021 prodělala Denisa Šátralová i s manželem těžší formu infekce covid-19.

## Finále na okruhu WTA Tour
| Legenda                             |
| ----------------------------------- |
| D – dvouhra; Č – čtyřhra            |
| Grand Slam (0–0)                    |
| Turnaj mistryň (0–0)                |
| Premier Mandatory & Premier 5 (0–0) |
| Premier (0–0)                       |
| International (0–1 D)               |

### Dvouhra: 1 (0–1)
| Stav       | č. | datum         | turnaj       | povrch | soupeřka ve finále | výsledek |
| ---------- | -- | ------------- | ------------ | ------ | ------------------ | -------- |
| Finalistka | 1. | 28. září 2015 | Kanton, Čína | tvrdý  | Jelena Jankovićová | 2–6, 0–6 |

## Finálové účasti na okruhu ITF
| Dotace turnajů okruhu ITF | Dotace turnajů okruhu ITF |
| ------------------------- | ------------------------- |
| 100 000 $ tournaments     | 80 000 $ tournaments      |
| 75 000 $ tournaments      | 60 000 $ tournaments      |
| 50 000 $ tournaments      | 25 000 $ tournaments      |
| 15 000 $ tournaments      | 10 000 $ tournaments      |

### Dvouhra: 17 (10–7)
| Stav       | č.  | datum             | turnaj                          | povrch    | soupeřka ve finále         | výsledek           |
| ---------- | --- | ----------------- | ------------------------------- | --------- | -------------------------- | ------------------ |
| Finalistka | 1.  | 21. srpna 2011    | Piešťany, Slovensko             | antuka    | Hilda Melanderová          | 3–6, 3–6           |
| Vítězka    | 1.  | 9. prosince 2012  | Antalya, Turecko                | antuka    | Natalija Kostičová         | 5–7, 7–5, 6–1      |
| Vítězka    | 2.  | 20. ledna 2013    | Šarm aš-Šajch, Egypt            | tvrdý     | Eugenia Paškovová          | 6–2, 4–6, 7–6(1)   |
| Vítězka    | 3.  | 23. března 2014   | Antalya, Turecko                | tvrdý     | Barbora Krejčíková         | 6–3, 6–2           |
| Vítězka    | 4.  | 30. března 2014   | Antalya, Turecko                | tvrdý     | Bibiane Schoofsová         | 6–4, 6–3           |
| Vítězka    | 5.  | 27. dubna 2014    | Istanbul, Turecko               | tvrdý     | Julia Bejgelzimerová       | 6–2, 6–3           |
| Vítězka    | 6.  | 9. června 2014    | Budapešť, Maďarsko              | antuka    | Adrijana Lekajová          | 7–6(8–6), 7–6(7–3) |
| Vítězka    | 7.  | 23. června 2014   | Siófok, Maďarsko                | antuka    | Martina Borecká            | 6–2, 6–3           |
| Finalistka | 2.  | 14. července 2014 | Olomouc, Česko                  | antuka    | Petra Cetkovská            | 6–3, 1–6, 4–6      |
| Vítězka    | 8.  | 28. července 2014 | Plzeň, Česko                    | antuka    | Anastasija Vasyljevová     | 6–1, 6–1           |
| Vítězka    | 9.  | 1. září 2014      | Alphen aan den Rijn, Nizozemsko | antuka    | Teliana Pereirová          | 6–3skreč           |
| Finalistka | 3.  | 10. srpna 2015    | Praha, Česko                    | antuka    | María Teresa Torró Florová | 3–6, 6–7(5–7)      |
| Finalistka | 4.  | 7. listopadu 2016 | Bratislava, Slovensko           | tvrdý (h) | Andreea Mituová            | 2–6, 3–6           |
| Vítězka    | 10. | 6. března 2017    | Ču-chaj, ČLR                    | tvrdý     | Čeng Saj-saj               | 6–3, 2–6, 6–4      |
| Finalistka | 5.  | 17. února 2019    | Trnava, Slovensko               | tvrdý (h) | Isabella Šinikovová        | 1–6, 3–6           |
| Finalistka | 6.  | 23. června 2019   | Staré Splavy, Česko             | antuka    | Barbora Krejčíková         | 2–6, 3–6           |
| Finalistka | 7.  | 28. července 2019 | Praha, Česko                    | antuka    | Tamara Korpatschová        | 5–7, 3–6           |

### Čtyřhra: 3 (2–1)
| Stav       | č. | datum           | turnaj           | povrch | spoluhráčka      | soupeřky ve finále              | výsledek |
| ---------- | -- | --------------- | ---------------- | ------ | ---------------- | ------------------------------- | -------- |
| Finalistka | 1. | 6. října 2012   | Silon, Bulharsko | antuka | Michaela Boevová | Lenka Juríková Chantal Škamlová | 5–7, 4–6 |
| Vítězka    | 1. | 5. dubna 2014   | Antalya, Turecko | tvrdý  | Chantal Škamlová | Melis Sezerová İpek Soyluová    | 6–2, 6–1 |
| Vítězka    | 2. | 23. června 2014 | Siófok, Maďarsko | antuka | Chantal Škamlová | Martina Borecká Petra Krejsová  | 6–1, 6–3 |

## Výhry nad hráčkami Top 10
Přehled uvádí vyhrané zápasy Allertové ve dvouhře nad tenistkami, které v době utkání figurovaly do 10. místa žebříčku WTA.

### Přehled sezón
| Sezóna      | 2015 | 2016 | Celkem |
| počet výher | 2    | 1    | 3      |

### Přehled výher
| č.          | hráčka Top 10             | WTA | událost                                           | povrch | fáze        | výsledek      |
| ----------- | ------------------------- | --- | ------------------------------------------------- | ------ | ----------- | ------------- |
| Sezóna 2015 |                           |     |                                                   |        |             |               |
| 1.          | Carla Suárezová Navarrová | 10. | US Open, New York, Spojené státy                  | tvrdý  | 1. kolo     | 6–1, 7–6(7–5) |
| 2.          | Simona Halepová           | 2.  | Guangzhou International Women's Open, Kanton, ČLR | tvrdý  | čtvrtfinále | 6–4, 6–3      |
| Sezóna 2016 |                           |     |                                                   |        |             |               |
| 3.          | Angelique Kerberová       | 2.  | BNP Paribas Open, Indian Wells, Spojené státy     | tvrdý  | 2. kolo     | 7–5, 7–5      |

## Postavení na konečném žebříčku WTA

### Dvouhra
| Pokrok | 2010 | 2011   | 2012   | 2013   | 2014   | 2015  | 2016  | 2017   | 2018   | 2019   | 2020   | 2021   | 2022 |
| Pořadí | 943. | ▲ 480. | ▼ 635. | ▲ 327. | ▲ 110. | ▲ 63. | ▼ 93. | ▼ 122. | ▼ 160. | ▼ 226. | ▼ 249. | ▼ 491. | —    |

### Čtyřhra
| Rok    | 2010 | 2011 | 2012   | 2013   | 2014   | 2015   | 2016   | 2017   | 2018 | 2019 | 2020   | 2021 | 2022 |
| Pořadí | —    | 938. | ▲ 620. | ▲ 501. | ▼ 553. | ▼ 891. | ▲ 300. | ▼ 693. | —    | 471. | ▼ 494. | —    | —    |